# Bonte bandspanner
De bonte bandspanner (Epirrhoe tristata) is een vlinder uit de familie Geometridae, de spanners. De vlinders vliegen zowel in de schemering als overdag. De voorvleugellengte bedraagt tussen de 11 en 13 millimeter. Hij overwintert als pop.

## Waardplanten
De bonte bandspanner heeft als waardplanten walstrosoorten.

## Voorkomen in Nederland en België
De bonte bandspanner is in Nederland en België een schaarse soort. In Nederland is vooral bekend uit de zandgronden in het binnenland, in België vooral uit het zuiden. De vlinder kent twee generaties die vliegen van begin halverwege april tot halverwege september.